# Azoty
Azoty est une très petite station de ski située près de Krynica-Zdrój dans la Voïvodie de Petite-Pologne, dans le sud de la Pologne.